# エニタイムズ
エニタイムズ（ANYTIMES）は、株式会社エニタイムズが運営する、生活密着型のスキルのシェアリングエコノミーサービス。2013年10月よりサービスを開始した。

## 概要
ANYTIMESは、日常のちょっとした家事や家具組み立てなどに特化した、「ご近所で、会って、助け合い」がコンセプトのスキルシェアサービス。他のスキルシェアサービスとの大きな違いとしては、依頼する側と請負側（サイト内ではサポーターと呼ばれる）が対面で作業することが多い。
請負側にとっては、職場復帰を望む人々の職業訓練の場や、副業、お小遣い稼ぎ、ダイエットなど幅広く利用されている。イケアの家具組立などが人気。

## 取り扱われている業務
- IKEAの家具の組立て
- 家事代行
- ハウスクリーニング
- 料理代行
- インテリアコーディネート
- 不要品回収
- 家具組み立て
- 便利屋
- リフォーム
- モーニングコール
- その他にも多数の業務を扱っている。

## 沿革
- 2013年5月　株式会社エニタイムズ設立
- 2013年10月　「ANYTIMES」サービス開始